# Cetartiodactyla

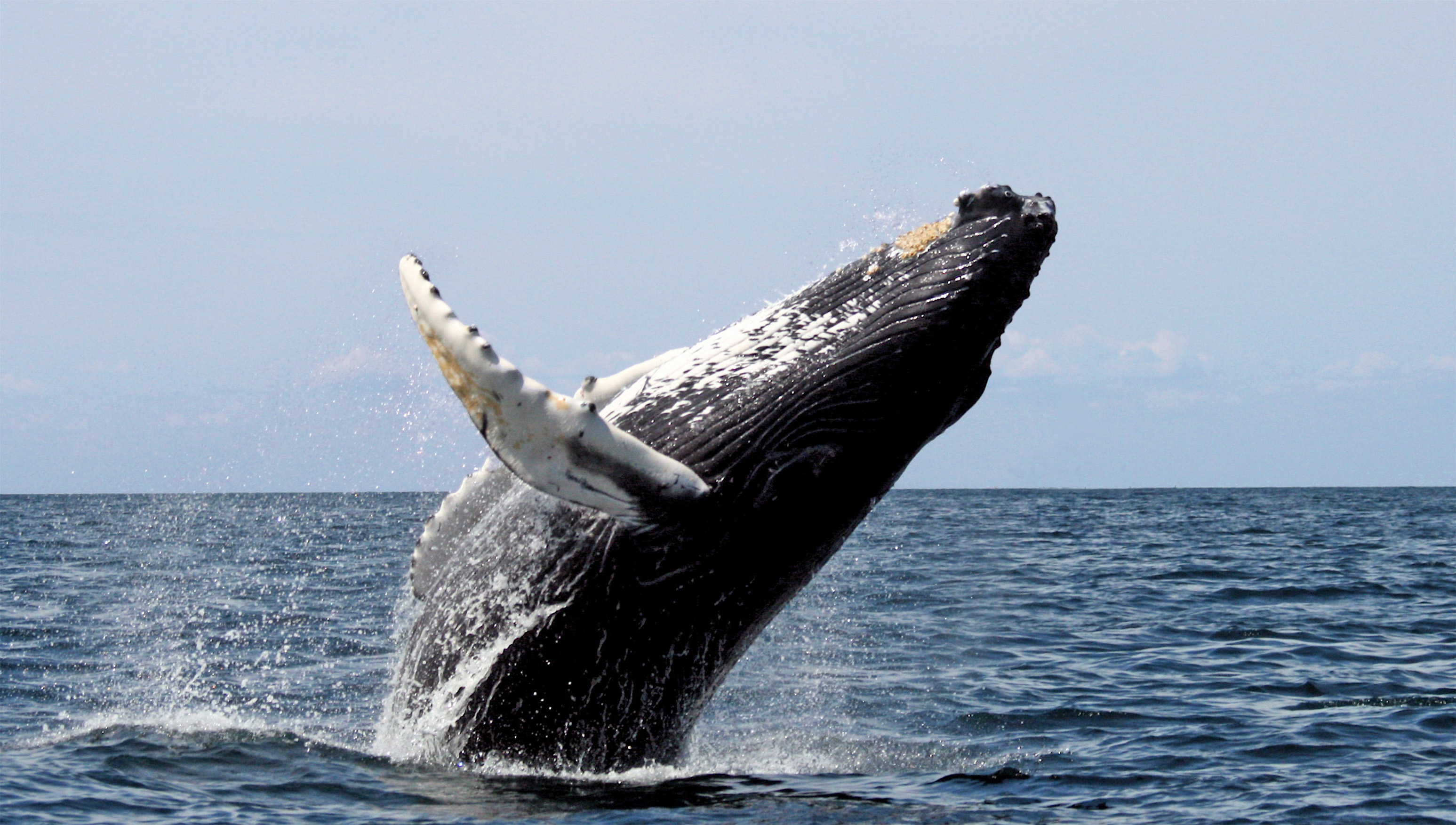
Cá voi lưng gù nhảy lên mặt nước.

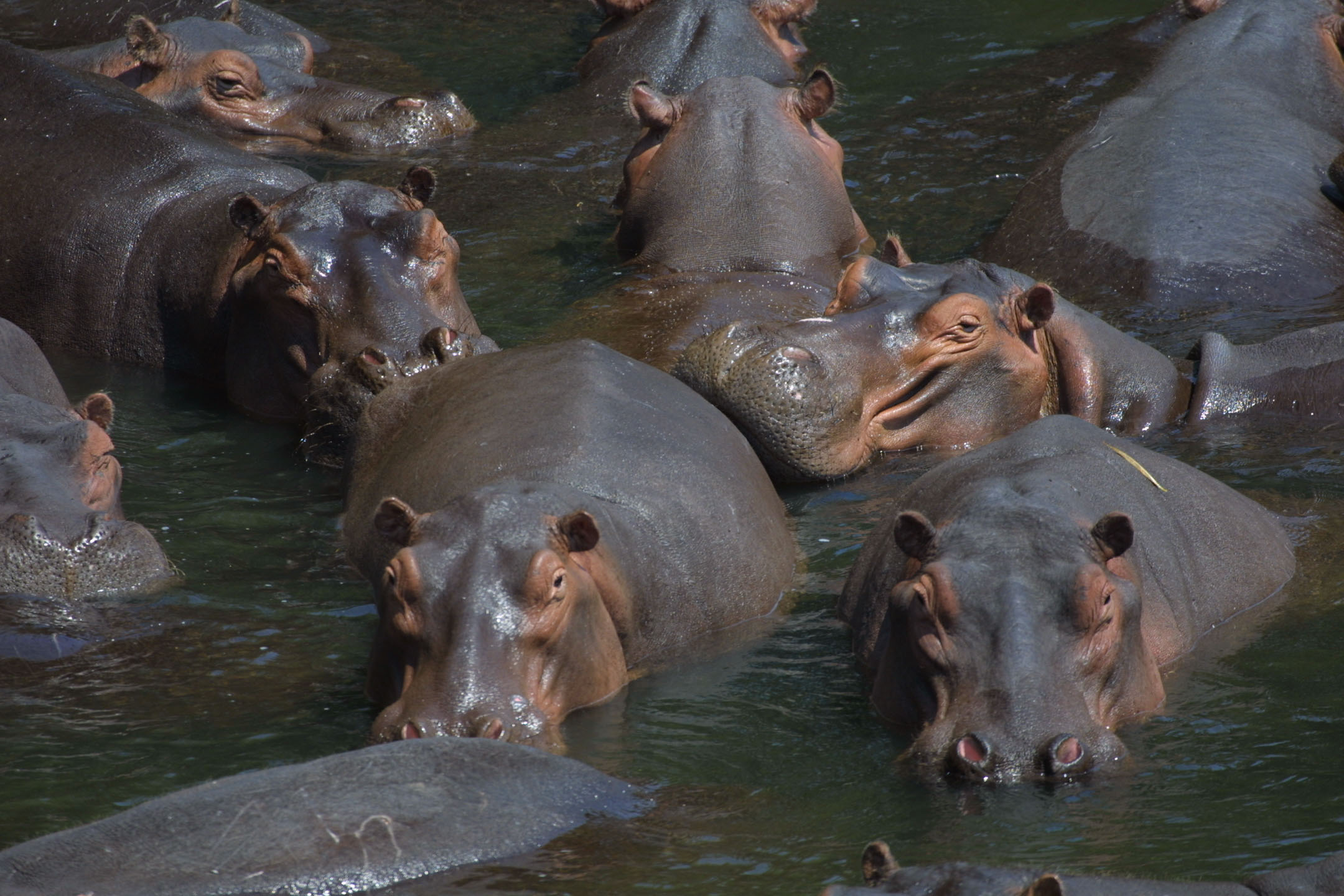
Một bầy hà mã tại thung lũng Luangwa, Zambia.

Cetartiodactyla là tên gọi khoa học của một nhánh, trong đó hiện nay người ta đặt cả các loài cá voi (bao gồm cả cá heo) và động vật guốc chẵn. Thuật ngữ này được tạo ra từ sự hợp nhất tên gọi khoa học của hai bộ là Cetacea (cá voi) và Artiodactyla (guốc chẵn) thành một cụm từ duy nhất.
Thuật ngữ Cetartiodactyla là thuật ngữ được sử dụng phổ biến nhất để miêu tả quan hệ phân loại trong đó chỉ ra sự tiến hóa của cá voi từ bên trong động vật guốc chẵn, nghĩa là Cetartiodactyla là một nhóm đơn ngành. Theo định nghĩa này thì họ hàng còn sinh tồn trên đất liền có quan hệ gần gũi nhất với các loài cá voi là hà mã. Nhánh được tạo ra từ sự hợp nhất cá voi và hà mã gọi là Whippomorpha hay Cetancodonta.
Một cách khác, thuật ngữ Cetartiodactyla được dùng để biểu thị một nhánh trong đó Cetacea và Artiodactyla là các nhóm có quan hệ chị-em, nhưng trong đó Cetacea không thực sự tiến hóa từ trong Artiodactyla. Theo định nghĩa này, tất cả mọi loài guốc chẵn, kể cả hà mã, có quan hệ họ hàng gần gũi với nhau hơn là giữa chúng với nhóm cá voi.
Cá voi đã tiến hóa từ động vật có vú sống trên đất liền và dường như tạo thành một nhóm đơn ngành. Khái niệm cho rằng mọi loài cá voi đã tiến hóa từ một tổ tiên không bị tranh cãi. Giả thuyết được chấp nhận rộng rãi nhất trước thập niên 1990 cho rằng các họ hàng gần gũi nhất của cá voi là nhóm đã tuyệt chủng Mesonychia. Chúng là thú có móng guốc, chủ yếu là động vật ăn thịt, chỉ được biết đến từ các hóa thạch. Một số ít các tác giả vẫn còn cho rằng Mesonychia có quan hệ họ hàng gần gũi với cá voi hơn là Artiodactyla với cá voi, họ cho rằng Mesonychia và Cetacea tạo thành một nhánh gọi là "Cete". Tuy nhiên, thay vì thế, hiện tại chủ yếu chúng được coi là họ hàng gần gũi nhất của nhóm Cetartiodactyla khi nhóm này được coi như một tổng thể chung.

## Họ hàng với hà mã
Ý tưởng cho rằng cá voi đã tiến hóa từ trong Artiodactyla dựa trên phân tích các trình tự DNA. Trong các phân tích phân tử ban đầu, cá voi được chỉ ra là có quan hệ họ hàng gần gũi hơn với động vật nhai lại (như trâu, bò và hươu, nai) hơn là quan hệ của động vật nhai lại với lợn. Nhằm đảm bảo cho tên gọi của bộ phản ánh đúng đơn vị tiến hóa trên thực tế, thuật ngữ Cetartiodactyla đã được tạo ra.
Các phân tích phân tử muộn hơn bao gồm việc lấy mẫu rộng hơn của các loài guốc chẵn và tạo ra bức tranh tổng thể hơn. Hà mã được xác định là họ hàng gần gũi nhất của cá voi, động vật nhai lại có quan hệ họ hàng với nhánh cá voi/hà mã còn lợn thì có quan hệ họ hàng xa. Bổ sung thêm cho việc tạo ra nhánh cá voi/hà mã gây mâu thuẫn thì các phân tích này cũng gợi ý rằng hà mã và lợn không có quan hệ họ hàng. Điều này có nghĩa là giả thuyết phân loại phổ biến (Suiformes hay Suina) chứa các loài lợn và hà mã chỉ là phân loại dựa trên các nét tương đồng về hình thái mà thôi.
Ngoài phân tích trình tự DNA và protein, các nhà nghiên cứu cũng theo dõi chuyển động của các transposon gọi là SINE trong bộ gen (xem phương pháp tại đánh dấu retrotransposon). Transposon là trình tự DNA thỉnh thoảng tạo ra bản sao của chính nó và chèn bản sao này vào các phần khác của bộ gen. Người ta cho rằng xác suất để các SINE sẽ chèn chính chúng vào chính xác cùng một phần của bộ gen một cách ngẫu nhiên là rất thấp. Các dữ liệu chỉ ra rằng một vài transposon chèn chính chúng vào cùng một vị trí trong bộ gen của cá voi, động vật nhai lại và hà mã (đôi khi được coi là "pseudoruminant" (giả nhai lại) do mặc dù chúng có dạ dày 4 túi như động vật nhai lại thật sự, nhưng chúng không nhai lại thức ăn). Điểm chèn này lại không chia sẻ với lạc đà và lợn.
Giả thiết này đã được kiểm tra với các trình tự DNA từ vật chủ của các gen: bộ gen ti thể hoàn hảo (cũng như một vài gen độc lập của nó), beta-casein, kappa-casein, yếu tố von Willebrand, ung thư vú 1, các gen hoạt hóa tái tổ hợp 1 và 2, thụ quan cannabinoit 1 và một vài gen khác. Các dữ liệu của các chuỗi này và các transposon đồng quy về cùng một kết luận cho rằng hà mã và cá voi có quan hệ họ hàng gần gũi với nhau hơn so với mối quan hệ của bất kỳ nhóm nào trong số hai nhóm này với các loài động vật khác của bộ Artiodactyla.
Các chuỗi đã phân tích trong các phân tích kết hợp với các đặc trưng hình thái học cũng đưa ra các kết quả tương tự như khi chỉ phân tích chuỗi. Một số tác giả cho rằng con số tuyệt đối các đặc trưng (một cho mỗi nucleotide) trong các chuỗi đã làm mất các hiệu ứng của hình thái học. Cũng có một vài nghiên cứu dựa trên hình thái gợi ý (yếu) cùng các kết quả tương tự như các kết quả phân tử, nhưng về tổng thể phần lớn các nghiên cứu hình thái học là mâu thuẫn với giả thuyết cá voi/hà mã của Cetartiodactyla.
Một ngoại lệ quan trọng là nghiên cứu gần đây do Boisserie và ctv. tiến hành năm 2005. Họ đã kiểm tra 80 đặc trưng hình thái học cứng của các đơn vị phân loại hóa thạch và sinh tồn của Cetartiodactyla. Các kết quả của họ gợi ý rằng hà mã đã tiến hóa từ bên trong nhánh gọi là Anthracotheriidae. Nhánh chứa Anthracotheriidae/hà mã dường như là nhánh chị-em với Cetacea và hỗ trợ các kết quả phân tích phân tử.

## Vấn đề
Các ý kiến dựa trên hình thái học và cổ sinh vật học về mối quan hệ của cá voi với các động vật có vú khác cũng trải qua các thay đổi đáng kể kể từ đầu thập niên 1990. Các hóa thạch, như Rodhocetus, đã được phát hiện và bác bỏ khái niệm cho rằng cá voi có nguồn gốc hay có quan hệ họ hàng gần với Mesonychia. Nhiều nhà hình thái học và cổ sinh vật học ủng hộ khái niệm về nhánh gọi là Cetartiodactyla trong đó hợp nhất Cetacea và Artiodactyla. Tuy nhiên, nhiều nhà khoa học khác thì không ủng hộ giả thiết cho rằng Cetacea đã tiến hóa từ bên trong Artiodactyla. Theo định nghĩa này, Artiodactyla vẫn là nhánh hợp lệ do Artiodactyla đã tiến hóa từ một tổ tiên chung tách biệt với cá voi. Cetartiodactyla như thế đại diện cho một siêu bộ hợp nhất cả hai bộ.
Phần lớn các phân tích phát sinh loài dựa trên các đặc trưng hình thái vẫn chưa bộc lộ ra nhánh cá voi/hà mã, mà lại chỉ ra rằng Cetacea và Artiodactyla là khác biệt nhau. Các đặc trưng của các xương như xương sên trong khu vực mắt cá chân được trích dẫn như là chứng cứ cụ thể cho tính đơn ngành của Artiodactyla.
Các hóa thạch hà mã đã không được ghi nhận cho tới tận thế Miocen (23,03-5,33 Ma), nhưng các tổ tiên của cá voi lại có niên đại tới tận thế Eocen (56-34 Ma). Giả thuyết cá voi/hà mã có một khoảng trống gần 30 triệu năm trong đó không có tổ tiên nào của hà mã tồn tại. Một số loài nhất định trong họ Anthracotheriidae đã được đề xuất như là các tổ tiên của hà mã, nhưng khái niệm này không đạt được sự ủng hộ rộng rãi của các nhà cổ sinh vật học. Tuy nhiên, học thuyết gần đây nhất về nguồn gốc của họ Hippopotamidae gợi ý rằng hà mã và cá voi chia sẻ cùng một tổ tiên chung sống bán thủy sinh đã tách ra khỏi các loài guốc chẵn khác khoảng 60 triệu năm trước. Nhóm tổ tiên giả thuyết này rất có thể đã tách ra thành hai nhánh khoảng 54 triệu năm trước. Một nhánh có thể đã tiến hóa thành cá voi, có thể bắt đầu từ tiền-cá voi Pakicetus khoảng 52 triệu năm trước với các tổ tiên cá voi sớm khác được gọi chung là Archaeoceti, cuối cùng đã trải qua sự thích nghi thủy sinh để trở thành các loài cá voi hoàn toàn sống dưới nước, vì thế nó hỗ trợ tính đơn ngành của Cetartiodactyla.